# Interestatal 605
La Interestatal 605 (abreviada I-605, y coloquialmente llamada como La 605 o the six-oh-five) es una principal carretera interestatal en el área metropolitana de Los Ángeles del Sur de California. Es de alrededor de 27 millas (43 km) en longitud, y empieza desde Seal Beach hacia Irwindale, cerca paralelamente del Río San Gabriel en la mayor parte de su recorrido. Por lo tanto, es oficialmente conocida como el San Gabriel River Freeway, una de las pocas Autovías del Sur de California en no ser nombrada con el nombre de una ciudad.
Esta ruta es parte del Sistema de Autovías y Vías Expresas de California.